# Gruppendynamik
Der Begriff Gruppendynamik steht für:
1. ein Phänomen, das bei wiederholter sozialer Interaktion im persönlichen Kontakt in Gruppen von Menschen auftritt;
2. eine Methode, die gruppendynamische Vorgänge beeinflusst und erfahrbar macht;
3. die wissenschaftliche Disziplin, die diese Muster und Methoden erforscht.

Eine Grundannahme der Gruppendynamik besteht darin, dass Eigenschaften und Fähigkeiten einer Gruppe verschieden seien von der Summe der Eigenschaften und Fähigkeiten der einzelnen Personen dieser Gruppe.
Als hauptsächliche Begründer der Gruppendynamik gelten Kurt Lewin (1890–1947), Begründer der Feldtheorie (Psychologie) und einer der Pioniere der Gestalttheorie und Gestaltpsychologie, der den Begriff erstmals 1939 in seinen Veröffentlichungen benutzte; weiterhin Raoul Schindler (1923–2014) mit seinem Interaktionsmodell zur Rangdynamik in Gruppen, sowie Jacob Levy Moreno (1889–1974), der zur Entwicklung der Angewandten Gruppendynamik wesentlich beigetragen hat und den Begriff schon 1938 benutzte.

## Prozess
Der Prozess einer Gruppe umfasst die gesamte Entwicklung der Gruppe, die klassischen Phasen, die Verteilung der Rollen, die Bestimmung der Ziele und Aufgaben, das Entstehen und die Bearbeitung von Intragruppenkonflikten, die Bildung der Normen und Regeln, die Gestaltung der Kultur, die Verteilung von Macht, die Aufnahme neuer Mitglieder, den Umgang mit Dritten sowie mit anderen Gruppen und die dabei entstehenden Intergruppenkonflikte. Jedes Handeln (aktiv und unterlassend) in der Gruppe gehört zum Prozess und ist dynamisch.

### Phasenmodell nach Bennis/Shepard
Jede Gruppe entwickelt sich in Phasen, deren Abfolge immer ähnlich verläuft.
Warren Bennis beschreibt drei Phasen:
- Dependenz – Abhängigkeit,
- Konterdependenz – Gegenabhängigkeit/Trotz,
- Interdependenz – reifes Miteinander.

Oder ausführlicher:
Dependenz
1. Dependenz – Flucht
Hier geht es um die Abwehr von Angst. Äußerlich scheint die Gruppe nach einem gemeinsamen Ziel zu suchen, man ordnet sich bereitwillig der Autorität der Trainer unter und versucht deren Erwartungen zu erfüllen. Erfahrene Teilnehmer beanspruchen Führungsaufgaben, werden aber von anderen immer wieder sabotiert.
2. Konterdependenz – Kampf
Hier geht es um die Macht. Die Macht der Trainer wird infrage gestellt, viel Diskussion über die Struktur, die Gruppe spaltet sich oft in zwei Teile, die einen versuchen Ordnung in das Chaos zu bringen, die anderen widersetzen sich.
3. Lösung (Katharsis)
Inhalte und Themen werden zunehmend beachtet, Beziehungen werden geklärt und Erkenntnisse gewonnen, zwischen den Subgruppen bilden sich Kooperationen, die Gruppe einigt sich auf ein Ziel, Regeln werden aufgestellt.
Interdependenz
4. Harmonie – Flucht
Die Gruppe flüchtet in Harmonie und Solidarität, die Gruppengeschichte wird idealisiert, intensive Arbeit aller am gemeinsam gewählten Programm, Einigkeit über Rollen und Aufgaben, Abgrenzung nach außen.
5. Entzauberung – Kampf
Konflikt zwischen persönlichen Wünschen und Gruppendruck, Infragestellung der Ziele und Regeln, Misstrauen untereinander, Spaltung in zwei Subgruppen, Machtkampf, viele Störungen.
6. Konsensbildung
Gruppe wird arbeitsfähig, Rollen werden geklärt, Normen und Regeln werden flexibel und konstruktiv eingesetzt, Entscheidungen werden gemeinsam getroffen und umgesetzt, Gruppenkultur bildet sich, Kontakt und Zusammenarbeit mit anderen Gruppen.

### Grundannahmengruppe von Bion
Wilfred Bion skizzierte die Entwicklung von Gruppen entlang ihrer Grundannahmen in drei Formen:
1. Abhängigkeit: Die Gruppe besteht auf Abhängigkeit von einem Leiter, alles konzentriert sich auf ihn (Phantasien, Aufmerksamkeit, Projektionen). Wenn es keinen Leiter gibt, wird einer gekürt.
2. Paarbildung: Die Paarbildung aktiviert die „Fortpflanzungsfähigkeit“. Hoffnung bestimmt die Gruppe. Das Heil liegt nicht mehr im Leiter, sondern in der Zukunft. Eine Realisierung dieser Hoffnungen bedroht jedoch den Zusammenhalt der Gruppe.
3. Kampf und Flucht: Die Gruppe findet in einem Außenbild zusammen – sie will kämpfen oder fliehen.

Bions Grunderkenntnis ist, dass Gruppenzusammenhänge affektgeladen sind: Nicht Ratio und Überlegung bestimmt den Prozess, sondern tieferliegende Dynamiken. Kritiker wenden ein, dass Bion „desolate“ Zustände von Gruppen beschreibt, die nicht lernen. Nichtsdestoweniger wird seine Theorie als gutes Diagnoseinstrument geschätzt und in der Gruppenpsychotherapie eingesetzt. Spätere Erkenntnisse der Psychologie (beschreibt der Moralpsychologe Jonathan Haidt) bestätigen Bion's These, dass soziales Verhalten primär affektinduziert ist – rationale Überlegungen dienen oft nur deren „Rationalisierung“.

### Phasenmodell nach Tuckman
Von Bruce Tuckman stammt ein weiteres, häufig eingesetztes Phasenmodell, das von König/Schattenhofer weiterentwickelt wurde. Es enthält insgesamt fünf Phasen der Gruppenentwicklung:
1. Forming
2. Storming
3. Norming
4. Performing
5. Re-Forming (bzw. adjourning)

Die Reihenfolge suggeriert einen linearen Prozess, der es nicht ist: Gruppen entwickeln sich zyklisch, sie können Phasen „überspringen“ oder „zurückfallen“ und im Laufe ihrer Existenz mehrere „Kreise“ durchlaufen – insbesondere, wenn Gruppenmitglieder ausscheiden oder neu hinzukommen.

## Funktion/Position/Rolle
Die Theorien der Gruppendynamik unterscheiden stärker als andere Theorien zwischen Funktion, Position und Rolle als bestimmende Elemente von Verhalten:
Eine Funktion beschreibt eine vereinbarte oder verliehene, allen Gruppenmitgliedern bekannte Tätigkeit, die mit einer spezifischen Leistung für die Gruppe verbunden ist. Die Funktion muss nicht ausgesprochen sein – in der Regel sind viele Funktionen dies nicht. Die spezifische Leistung knüpft in der Regel an die grundlegenden Parameter der Existenz einer Gruppe an, z. B. Kontakt, Zielorientierung, Zusammenhalt, Zugehörigkeit oder mehr (vgl. dazu die Theorie vom „gruppendynamischen Raum“ nach Lewin, beschrieben in Antons u. a.).
Rangdynamische Positionen:
Der Begriff der Position innerhalb der Gruppendynamik stammt aus dem Rangdynamischen Positionsmodell von Raoul Schindler und beschreibt die in Gruppen charakteristisch auftretenden Positionen innerhalb jeweiliger Gruppenmitglieder, die durch einen gemeinsamen Kontext (einer Aufgabe, einem Ziel, einem Gegner etc.) untereinander in Abhängigkeit stehen. Folgende Positionen werden unterschieden:
- „G“ (Gruppenaufgabe bzw. Gegenüber bzw. Gegner): Auf dieses Außenkonstrukt ist die Wirkung der Gruppe gerichtet. Wichtig ist, dass die Gruppe „G“ durch Alpha „sieht“ – Alpha definiert das Außenbild.
- Alpha (Anführer): führt dem Ziel entgegen und leitet die Auseinandersetzung mit dem Gegenüber („G“). Alpha ist stark außengewandt und in seinem Handeln nur davon beschränkt, ob die Gruppe ihm/ihr folgt.
- Beta (Experte): Die klassischen „Zweiten“ sind die typischen Berater. Das Verhältnis zu Alpha ist ambivalent: Einerseits braucht Alpha Beta, um zu führen, und Beta braucht Alpha, um an der Macht teilzuhaben. Andererseits haben Betas am ehesten das Potenzial, Alpha zu stürzen und selbst die Führung zu übernehmen.
- Gamma (einfaches Gruppenmitglied): identifiziert sich mit Alpha (genauer: mit seiner Außensicht auf „G“) und unterstützt seinen/ihren Weg durch Zuarbeiten ohne eigenen Führungsanspruch. Gammas sind jene, die die „Knochenarbeit“ verrichten, ohne die keine Gruppe arbeitsfähig ist.
- Omega (Gegenposition zu Alpha – nicht zu verwechseln mit dem in der Biologie als Omega bezeichneten rangniedrigsten Individuum): ist der Gegenpol des dominanten Gruppengeschehens. Sein/ihr Verhalten äußert sich in offenem oder verdecktem Widerstand gegen die von Alpha kommunizierte Zielerreichung. Zentrales Element ist eine un- oder gegenabhängige Außensicht auf „G“, und genau das zieht in dieser Position den Widerstand auf sich: von Gamma(s), weil er/sie die Identifikation mit Alpha gefährdet (Alpha definiert den Blick auf „G“), und von Alpha, weil er/sie die Führungsposition gefährdet. Omega ist eine konstitutive (= bestimmende) Position in der Gruppe und ein wichtiger Qualitätsindikator für die Gruppenfunktionen – bei Omega drücken sich als Erstes Gruppendefizite (Zielerreichung, Zusammenhalt etc.) aus. Oft wird Omega jedoch nicht als Qualitätsindikator, sondern als Störfaktor angesehen, angegriffen und ausgeschlossen. Nicht selten rutscht nach kurzen kathartischen Episoden ein anderes Gruppenmitglied in diese Position, und das Spiel beginnt von Neuem.

Zwei grundlegende Parameter gelten: Position heißt, dass diese (etwa wie ein Stuhl im Raum) eingenommen und wieder verlassen werden kann. Weiter gilt, dass diese Positionen mehr verliehen als genommen werden: Erst durch die Akzeptanz der Anderen gelangt ein Gruppenmitglied in eine bestimmte Position (niemand wird zum Anführer, ohne dass die anderen Gruppenmitglieder ihm folgen).
Grundlage des Modells ist die Definition der Gruppe aufgrund eines gemeinsamen Kontextes und davon subjektiv erlebter Abhängigkeiten der einzelnen Gruppenmitglieder. Nicht unbedingt alle Positionen sind zu jeder Zeit besetzt.
Wenn die Spannungen um die Omega-Position steigen, besteht die grundsätzliche Möglichkeit, dass aus der Perspektive der Gammas die Verbindung Omega→„G“ stärker erlebt wird, als die von Alpha→„G“. Dann geschieht ein Führungswechsel: Der Person im Omega oder einem anderen Gruppenmitglied (z. B. einer/einem Beta) wird diese Aufgabe gegenüber „G“ zugesprochen, wodurch die Alpha-Position neu besetzt wird. Abgesetzte Alphas neigen zu (verdecktem) Boykott der Gruppe bzw. deren Aufgabenerreichung und wechseln damit oft in die Omega-Position.
 Rollen :
Während die Funktion über die Aufgabe in einer Gruppe Auskunft gibt und die Position über die Macht in der Gruppe, ist damit nichts darüber gesagt, wie dies ausgeübt wird. Dieses Set an spezifischen Merkmalen (Handlungen, Aussehen, Sprache, Körpersprache etc.) ist die Rolle – z. B. als „Klassenkasper“, als „Intrigant“, als „Beliebte/r“ oder als „Sündenbock“. Rollen sind daher stärker selbstgewählt und haben stärker mit den Persönlichkeitseigenschaften der Rollenträger zu tun. Es gibt in der gruppendynamischen Literatur keine einheitliche Definition von Rollen – die kann es auch kraft der Definition nicht geben.

## Funktionen der Gruppe für das Individuum
Um zu erklären, welche Funktionen Gruppen für das Individuum erfüllen, geht man in der Sozialpsychologie von drei einander ergänzenden Erklärungsansätzen aus.

### Soziobiologische Auffassung
In Anlehnung an Charles Darwin betont dieser Ansatz den adaptiven Wert der Gruppe. Die Bildung einer Gruppe ermöglichte es, effektiver mit Gefahren umzugehen. Des Weiteren wurde es möglich, in den Bereichen des Ackerbaus, der Erziehung und der Jagd zu kooperieren. Daraus ergab sich ein evolutionärer Vorteil und die Prädisposition zur Gruppenbildung ließ die Überlebenschancen eines Individuums steigen. Durch das Evolutionsprinzip wurde diese Prädisposition bevorzugt selektiert und weitergegeben. Die Fähigkeit, stabile, positive und starke Beziehungen zu knüpfen, wird als „Bedürfnis nach Zugehörigkeit“ bezeichnet. Dass diese Fähigkeit in den verschiedensten Kulturen und Situationen zu finden ist, wird als Beleg dafür gesehen, dass sie evolutionär bedingt ist.

### Kognitive Auffassung
Dieser Ansatz beschreibt, dass Gruppen helfen, die Welt zu verstehen und zu kategorisieren. Man geht davon aus, dass Menschen eine zutreffende Sicht der Welt erlangen wollen. Diese ist zu erreichen, indem Überzeugungen eines Individuums an der physikalischen Realität, oder aber an der sozialen Realität getestet werden. Können Vorstellungen, Ideen oder Gedanken nicht an der physikalischen Realität überprüft werden, orientiert man sich an der sozialen Realität, die durch andere Personen und insbesondere die Gruppe, der man angehört, vermittelt wird. Auf Grundlage dieses Gedankens entstand das Konzept der sozialen Identität: Unser Selbstkonzept ist nicht nur durch bedeutende Andere geprägt, sondern auch durch die Gruppen, die für uns eine Identifikationsgrundlage bilden. Dies ermöglicht Reduktion von Unsicherheit und Sinnstiftung, da einem mitgeteilt wird, wie erwünschtes Verhalten aussieht und man auch andere Menschen in Gruppen einteilen und sich ihnen gegenüber entsprechend verhalten kann.

### Utilitaristische Auffassung
Die Kernaussage dieser Auffassung besagt, dass Individuen durch Austauschprozesse in Gruppen Vorteile erlangen. Getauscht werden materielle Güter, interpersonelle Hilfe und auch psychologische „Güter“ (Liebe, Freundschaft, Geborgenheit). Dieser Austausch wird effektiver, wenn die beteiligten Individuen in Gruppen organisiert sind. Eventuell durch diese Beziehungen anfallende Kosten gefährden die Beziehung nicht, solange ihr Nutzen höher ist. Sollten die Kosten aber den Nutzen übersteigen, verlassen Individuen Gruppen.

## Gruppensozialisation
Gruppensozialisation bezeichnet den Prozess der Sozialisation eines neuen Gruppenmitglieds. Diese durchläuft dabei abtrennbare Stadien.

### Stadien
In der Erkundungsphase werden von Seite der Gruppen Menschen gesucht, die entweder von der Gruppe gewünschte Fähigkeiten besitzen, oder aber (ist man eher auf der Suche nach emotionaler Nähe) die entsprechende Passung (im Sinne von z. B. Ähnlichkeit) mitbringen.
Andersherum suchen Individuen Gruppen, die ihre Bedürfnisse erfüllen können.
Eintritt & Initiation: Sind die beiderseitigen Kriterien, die Individuum und Gruppe aneinander haben, erfüllt, kommt es zum Eintritt. Dieser Moment, auch Initiation genannt, ist häufig durch eine Form von Ritual gekennzeichnet. Diese häufig als unangenehm empfundenen Rituale dienen in der Theorie dazu, die Festlegung auf die Gruppe zu verstärken. Empirisch scheint es allerdings keine belegbaren Effekte dieser Art zu geben.
In dem Sozialisatiostadium wird erlernt, welche Normen innerhalb einer Gruppe gelten, z. B. also, welches Verhalten innerhalb der Gruppe erwünscht ist. Sie sind Ausdruck gemeinsamer Erwartungen der Gruppenmitglieder. Die neuen Mitglieder können sich Wissen und Fertigkeiten aneignen, um ihre Rolle gut zu erfüllen. Allerdings ist dies kein einseitiger Prozess, da auch neue Mitglieder versuchen werden, die Gruppe ihrerseits zu beeinflussen. Wie stark dieser Einfluss sein kann, hängt unter anderem davon ab, welchen Status das Mitglied außerhalb der Gruppe hat und wie sehr die Gruppe an ihren eigenen Normen festhält. Während dieses Zeitraums nimmt die Festlegung zu und schließlich wird das Mitglied nicht mehr als jemand behandelt, der besonderer Aufmerksamkeit bedarf.

### Gruppennormen
Innerhalb von Gruppen treten für gewöhnlich gemeinsame Normen auf. Gruppennormen sind Überzeugungssysteme, die festlegen, wie man sich verhalten sollte, dabei aber nicht die Kraft von Gesetzen haben. Gruppennormen sind somit eine Leitlinie für Verhalten und Einstellungen und regulieren folglich auch das Verhalten innerhalb einer Gruppe, sodass es vorhersehbar wird. Hält man sich an die Gruppennormen, wird weiterhin offensichtlich, dass man sich auf die Gruppe festgelegt hat. Diese Normen werden entweder von den Gruppenmitgliedern internalisiert oder aber andere Mitglieder setzen sie mittels normativen oder nicht-normativen Verhaltens durch. Außerdem bilden diese Normen auch eine Möglichkeit, Informationen über die soziale Realität zu sammeln.
Verstößt man gegen Gruppennormen, dann ist davon auszugehen, dass man auf negative Reaktionen stößt, man Sanktionen erfährt und unter Umständen aus der Gruppe ausgeschlossen wird. Die Androhung dieser Sanktionen ist eine wirksame Methode, Normen durchzusetzen, da ein Ausschluss eine sehr unangenehme Erfahrung darstellt.

## Gruppendynamisches Training
Ein gruppendynamisches Training bietet Raum, das Wirken des eigenen und fremden Verhaltens auf das Gruppengeschehen zu beobachten und neues Verhalten auszuprobieren.

### Settings
Gruppendynamische Trainings bestehen meist aus 20 bis 40 Teilnehmern, die sich in mehrere Arbeitsgruppen aufteilen können, und einem Trainer-Team.

#### Plenum
Im Plenum kommen alle Teilnehmer und die Trainer zusammen. Das gruppendynamische Training beginnt und endet im Plenum. Dies ist der Ort, an dem allgemeine Informationen mitgeteilt werden, Gruppen für weitere Arbeitsphasen eingeteilt werden, Ergebnisse von Arbeitsgruppen präsentiert werden und gegebenenfalls werden durch die Trainer Theorie-Inputs gegeben oder sonstige Interventionen gemacht.

#### T(rainings)-Gruppe
Das Kernelement des gruppendynamischen Trainings ist die T-Gruppe (im engl. auch als sensitivity training group bezeichnet). In der T-Gruppe arbeiten 7–15 Teilnehmer mit 1–2 Trainern für die gesamte Dauer des Trainings zusammen. Die Aufgabe der Gruppe besteht darin, sich selbst zu erforschen. Dabei wird von den Trainern nur Ort und Zeit vorgegeben, nicht jedoch ein genauer Arbeitsplan. Die Gruppe ist daher darauf angewiesen, den Lernprozess selbst zu gestalten, was besonders in der Anfangsphase für alle Beteiligten sehr verunsichernd ist. In der Regel arbeiten 2–6 T-Gruppen parallel.

#### Tandem
Beim Tandem beobachtet eine T-Gruppe eine andere. Am Ende der Arbeitsphase gibt die beobachtende Gruppe an die beobachtete Gruppe ein Feedback, das unkommentiert stehen bleibt. Danach wechseln die Gruppen.
Als Tandem bezeichnet man auch ein Trainerpaar. Gruppen werden meist von zwei Trainern geleitet. Dadurch können Aufgaben aufgeteilt werden (einer beobachtet, der andere interveniert). So kann erwünschtes Verhalten vorgelebt werden (Kommunikation, Wertschätzung, Umgang mit Konflikt). Meist arbeiten ein Mann und eine Frau im Tandem zusammen, damit Geschlechtsspezifisches ausgewogen ist.

#### Untergruppen
Für bestimmte Aufgaben werden Untergruppen gebildet. Diese können entweder das ganze Training überstehen, z. B. als aus Teilnehmern aus den verschiedenen T-Gruppen zusammengesetzt, die sich über die unterschiedlichen Verläufe der T-Gruppen austauschen, oder als Arbeitsgruppe innerhalb der T-Gruppe.

#### Triade
Während der gesamten Trainingsdauer treffen sich abends Dreiergruppen (Triade) zur Reflexion der Erfahrungen während des Tages und im Training. Ziel ist es, Erfahrungen zu verarbeiten, Erkenntnisse zu gewinnen und diese auf die persönliche Lebenssituation zu übertragen. Durch die Dreieckssituation ergibt sich gleichzeitig eine zusätzliche Lernsituation: Das Dreieck ist ein Grundmuster für Beziehungen, von jedem erlebt durch das Dreieck Vater-Mutter-Kind. Triaden bleiben immer in derselben Zusammensetzung.

### Arbeitsprinzipien

#### Niedrigstrukturiertheit und initiale Verunsicherung
Die Trainer geben wenig Struktur in Form von Arbeitsanweisungen oder Ähnlichem vor. Das führt besonders in der Anfangsphase zu großer Verunsicherung. Nach Kurt Lewin ist jedoch gerade diese Verunsicherung notwendig, um Lernmöglichkeiten zu ermöglichen. Alte Verhaltensweisen sollen aufgetaut werden (Unfreeze), damit neue Verhaltensweisen ausprobiert werden können. Gleichzeitig wird durch das Erleben des Mangels an Vorgaben die Funktion ebendieser spürbar.

#### Das Hier-und-jetzt-Prinzip
In der Gruppe soll vorrangig auf Ereignisse Bezug genommen werden, die gerade passieren, sodass sie für alle gleichermaßen Bedeutung gewinnen können und eine gemeinsame Kommunikation darüber erleichtert wird. Ereignisse, die außerhalb der Gruppe, z. B. in der Vergangenheit eines Teilnehmers liegen, sollen nur insofern zum Thema werden, als dass sie helfen, das aktuelle Gruppengeschehen besser zu verstehen.

#### Feedback
Da es im gruppendynamischen Training um das gemeinsame Verstehen des Gruppengeschehens geht, ist es notwendig, das eigene Erleben den anderen mitzuteilen. Diese Mitteilung wird Feedback genannt, auf Deutsch Rückmeldung.

#### Gruppendynamische Intervention
Die Trainer reagieren auf bestimmte Prozesse in der Gruppe durch eine „gruppendynamische Intervention“. Dies kann ein Theorie-Input, eine Situationsbeschreibung oder -Analyse, ein Feed-Back, eine Aufgabe oder Anweisung, eine Frage, eine Übung sein. Nach der Intervention ist die Gruppe wieder sich selbst überlassen und muss selbst entscheiden, welche Erkenntnisse sie aus der Intervention ziehen und wie sie diese für den weiteren Prozess der Gruppenarbeit umsetzen will.

#### Gruppendynamische Übung
In den 1970er Jahren wurde in gruppendynamischen Trainings eine Reihe von Übungen entwickelt, mit denen typische Gruppen-Situationen geschaffen, bewusst gemacht oder geübt wurden. Bekannte Übungen sind:
- Kontrollierter Dialog
- Feedback
- NASA-Weltraumspiel

## Organisationslaboratorium
Eine dem gruppendynamischen Training sehr ähnliche Seminarform ist das Organisationslaboratorium. Dabei entfällt die Struktur der T-Gruppen. Aus dem Plenum heraus müssen sich die Teilnehmer selbst organisieren und strukturieren, sich Aufgaben setzen und auch „Aufgaben von aussen“ (durch den Staff gesetzt) lösen und mit Unvorhergesehenem (durch die eigene Organisationsdynamik oder durch Interventionen durch den Staff ausgelöst) umgehen. Arbeitsgruppen, Funktionsgruppen und Führungsteams interagieren miteinander und untereinander. Der Fokus liegt hier auf der Beobachtung von Organisationsprozessen. Im organisatorischen und gruppendynamischen Handeln werden Prozesse und Dynamiken erfahrbar, beobachtbar und gezielt veränderbar.

## Gruppendynamische Forschung
Gruppendynamische Forschung bedient sich insbesondere der teilnehmenden Beobachtung in gruppendynamischen Laboratorien und im Organisationslaboratorium. Die Erkenntnisse durchdringen weite Bereiche der Sozialwissenschaften (Schulpädagogik, Gruppenpädagogik, Jugendarbeit, Gruppenpsychotherapie, Führung und Management, Teamarbeit, Projektarbeit, Politik etc.).

## Trainerausbildung
Die Ausbildung zum „Trainer für Gruppendynamik“ erfolgt im deutschsprachigen Raum durch verschiedene Fachgesellschaften:
- Deutsche Gesellschaft für Gruppendynamik und Organisationsdynamik (DGGO)
- Österreichische Gesellschaft für Gruppendynamik und Organisationsberatung (ÖGGO)
- Österreichischer Arbeitskreis für Gruppendynamik und Gruppentherapie (ÖAGG)

Die Teilnahmevoraussetzungen sind bei allen Ausbildungsinstitutionen ähnlich. Sie setzen ein humanmedizinisches oder psychosoziales Studium und/oder umfangreiche Therapie- und Selbsterfahrung oder eine Ausbildung als Therapeut, Supervisor oder Coach voraus. Die Teilnahme an drei gruppendynamischen Trainings und je einer Empfehlung für die Teilnahme an der Weiterbildung ist erforderlich. Persönliche Anforderungen sind: Differenzierte Selbst- und Fremdwahrnehmung, emotionale Stabilität und Belastbarkeit, Spontaneität und adäquate Ausdrucksfähigkeit, Rollenflexibilität.
Die Ausbildung selbst erfolgt berufsbegleitend und erstreckt sich über mehrere Jahre. Ausbildungsziele sind die Entwicklung emotionaler Stabilität und Belastbarkeit, Spontaneität und adäquater Ausdrucksfähigkeit, Rollenflexibilität, individuen-, gruppen- und organisationsbezogenem Interventionsverhalten, Ziel- und prozessorientierter Designplanung und -durchführung, Kooperation und Mitarbeit im Leitungsteam.
Bei der DGGO besteht die Ausbildung unter anderem aus:
- der Arbeit als „Co-Trainer“ in drei gruppendynamischen Trainings und je einer Empfehlung durch das Leitungsteam
- der Arbeit als „Trainer unter Supervision“ in vier gruppendynamischen Trainings und je einer Empfehlung
- einem weiteren Training als Teilnehmer
- individuellem Theoriestudium begleitet durch einen Mentor, je ein Theorie-Workshop zu Design und Strategie und zwei theoretische Arbeiten darüber, plus der Auseinandersetzung mit der eigenen Rolle in Gruppen
- der lernbegleitenden Arbeit in einer Lern- oder Peergruppe und regelmäßiger Supervision

Jedes Training dauert mindestens fünf Tage in Vollklausur.
Die Ausbildung bei der ÖGGO ist vergleichbar, ebenso die Ausbildung bei der ÖAGG.

## Fachgesellschaften
Deutschland
- Deutsche Gesellschaft für Gruppendynamik und Organisationsdynamik. Aus der 1968 gegründeten Sektion Gruppendynamik im DAGG (1967–2011) bildete sich 2007 die selbständige „Deutsche Gesellschaft für Gruppendynamik und Organisationsdynamik“.

Österreich
- Österreichischer Arbeitskreis für Gruppentherapie und Gruppendynamik – im ÖAGG spezifisch die Fachsektion Gruppendynamik und Dynamische Gruppenpsychotherapie.[13]
- Österreichische Gesellschaft für Gruppendynamik und Organisationsberatung (ÖGGO).

Schweiz
- Schweizerische Gesellschaft für Gruppendynamik und Gruppenpsychotherapie (SGGG). Der Arbeitskreis Gruppendynamik löste sich 1990 auf, viele der Mitglieder wechselten in den Deutschen Arbeitskreis für Gruppenpsychotherapie und Gruppendynamik (DAGG), oder in das schweizerische „Forum für Organisationsentwicklung“. Der DAGG löste sich 2011 auf, dessen Sektion Gruppendynamik gründete die Deutsche Gesellschaft für Gruppendynamik und Organisationsdynamik (DGGO), in der nun auch einige Schweizer sind.